# Dobříč (okres Praha-západ)
Obec Dobříč se nachází v okrese Praha-západ ve Středočeském kraji, asi 15 km jihozápadně od centra Prahy. Žije zde 453 obyvatel.

## Historie
První písemná zmínka o vsi (Dobric) pochází z roku 1205, kdy vladyka Nosislav věnoval zdejší dvorec se čtyřmi lány polí, sadem a lesem ostrovskému klášteru.

### Územněsprávní začlenění
Dějiny územněsprávního začleňování zahrnují období od roku 1850 do současnosti. V chronologickém přehledu je uvedena územně administrativní příslušnost obce (osady) v roce, kdy ke změně došlo:
- 1850 země česká, kraj Praha, politický i soudní okres Smíchov[4]
- 1855 země česká, kraj Praha, soudní okres Smíchov
- 1868 země česká, politický i soudní okres Smíchov
- 1927 země česká, politický okres Praha-venkov, soudní okres Praha-západ[5]
- 1939 země česká, Oberlandrat Praha, politický okres Praha-venkov, soudní okres Praha-západ[6]
- 1942 země česká, Oberlandrat Praha, politický okres Praha-venkov-sever, soudní okres Praha-západ[7]
- 1945 země česká, správní okres Praha-venkov-sever, soudní okres Praha-západ[8]
- 1949 Pražský kraj, okres Praha-západ[9]
- 1960 Středočeský kraj, okres Praha-západ
- 2003 Středočeský kraj, obec s rozšířenou působností Černošice

### Rok 1932
V obci Dobříč (482 obyvatel) byly v roce 1932 evidovány tyto živnosti a obchody: 2 hostince, kovář, 3 krejčí, řezník, 3 obchody se smíšeným zbožím, trafika, státní velkostatek.

## Obyvatelstvo

### Počet obyvatel
Počet obyvatel je uváděn za Dobříč podle výsledků sčítání lidu včetně místních části, které k nim v konkrétní době patří. Je patrné, že stejně jako v jiných menších obcích Česka počet obyvatel v posledních letech roste. V celé dobříčké aglomeraci nicméně žije necelých 1 tisíce obyvatel.
| 1869 | 1880 | 1890 | 1900 | 1910 | 1921 | 1930 | 1950 | 1961 | 1970 | 1980 | 1991 | 2001 | 2011 |
| ---- | ---- | ---- | ---- | ---- | ---- | ---- | ---- | ---- | ---- | ---- | ---- | ---- | ---- |
| 252  | 255  | 352  | 435  | 468  | 506  | 482  | 357  | 363  | 329  | 274  | 249  | 266  | 300  |

| 1869 | 1880 | 1890 | 1900 | 1910 | 1921 | 1930 | 1950 | 1961 | 1970 | 1980 | 1991 | 2001 | 2011 |
| ---- | ---- | ---- | ---- | ---- | ---- | ---- | ---- | ---- | ---- | ---- | ---- | ---- | ---- |
| 25   | 29   | 35   | 44   | 48   | 56   | 73   | 83   | 89   | 81   | 79   | 96   | 98   | 124  |

## Doprava
Dopravní síť
- Pozemní komunikace – Do obce vedou silnice III. třídy.

- Železnice – Železniční trať ani stanice na území obce nejsou. Poblíž obce vede železniční trať 173 Praha Smíchov – Rudná u Prahy – Beroun, ve vzdálenosti 1 km od obce je železniční zastávka Jinočany, zhruba 2,5 km od obce je železniční zastávka Zbuzany a železniční stanice Nučice.

Veřejná doprava 2019
- Autobusová doprava – V obci zastavovaly autobusové linky Pražské Integrované dopravy 309 Praha,Zličín – Choteč – Praha,Nádraží Radotín (v pracovních dnech 9 spojů) a 310 Praha,Zličín – Nučice, Prokopská náves – Rudná,zdravotní středisko (v pracovních dnech mnoho spojů). Dopravcem těchto linek je Arriva střední Čechy. V obci je pouze jedna autobusová zastávka Dobříč.

## Fotografie

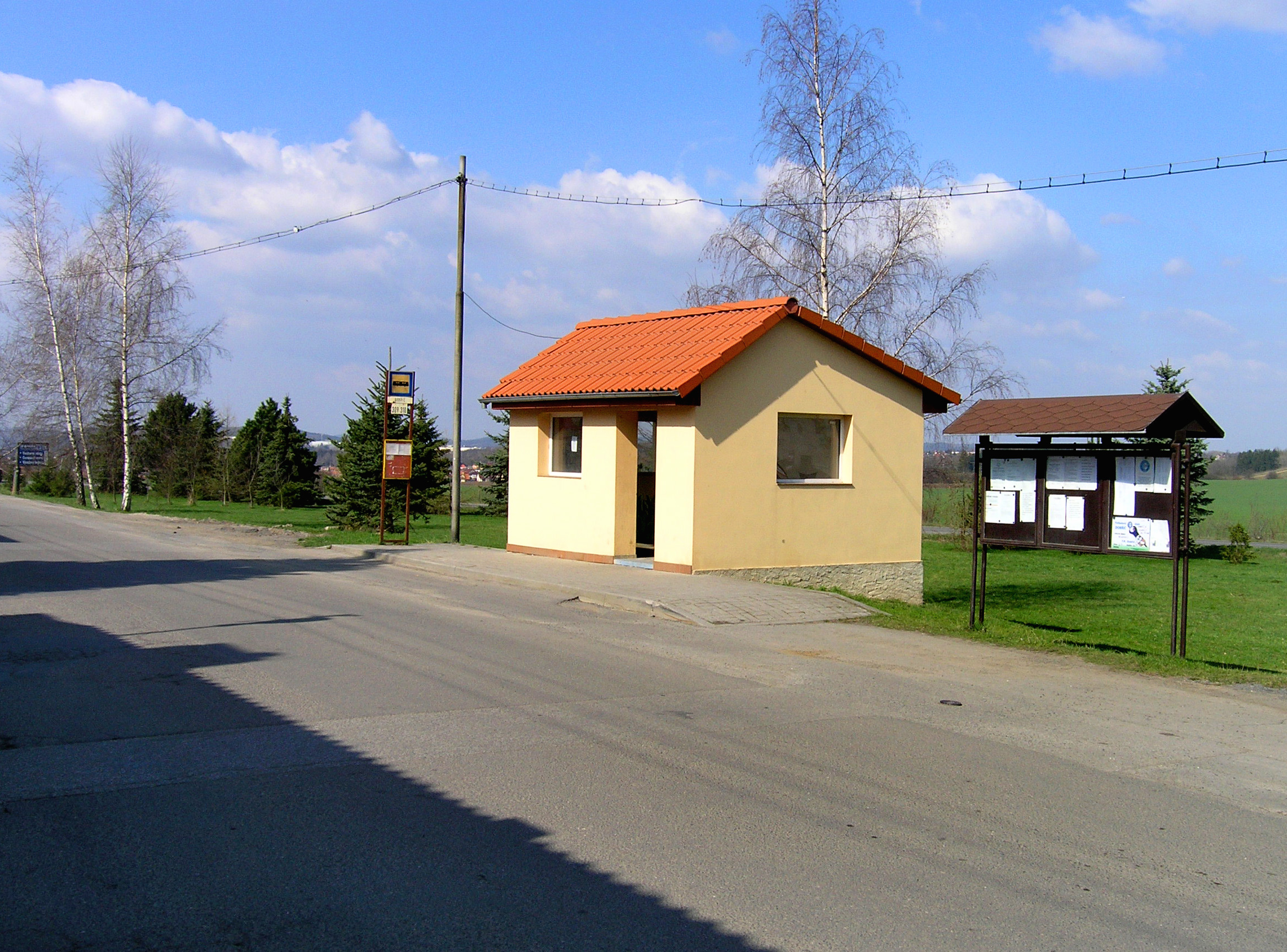
Zastávka
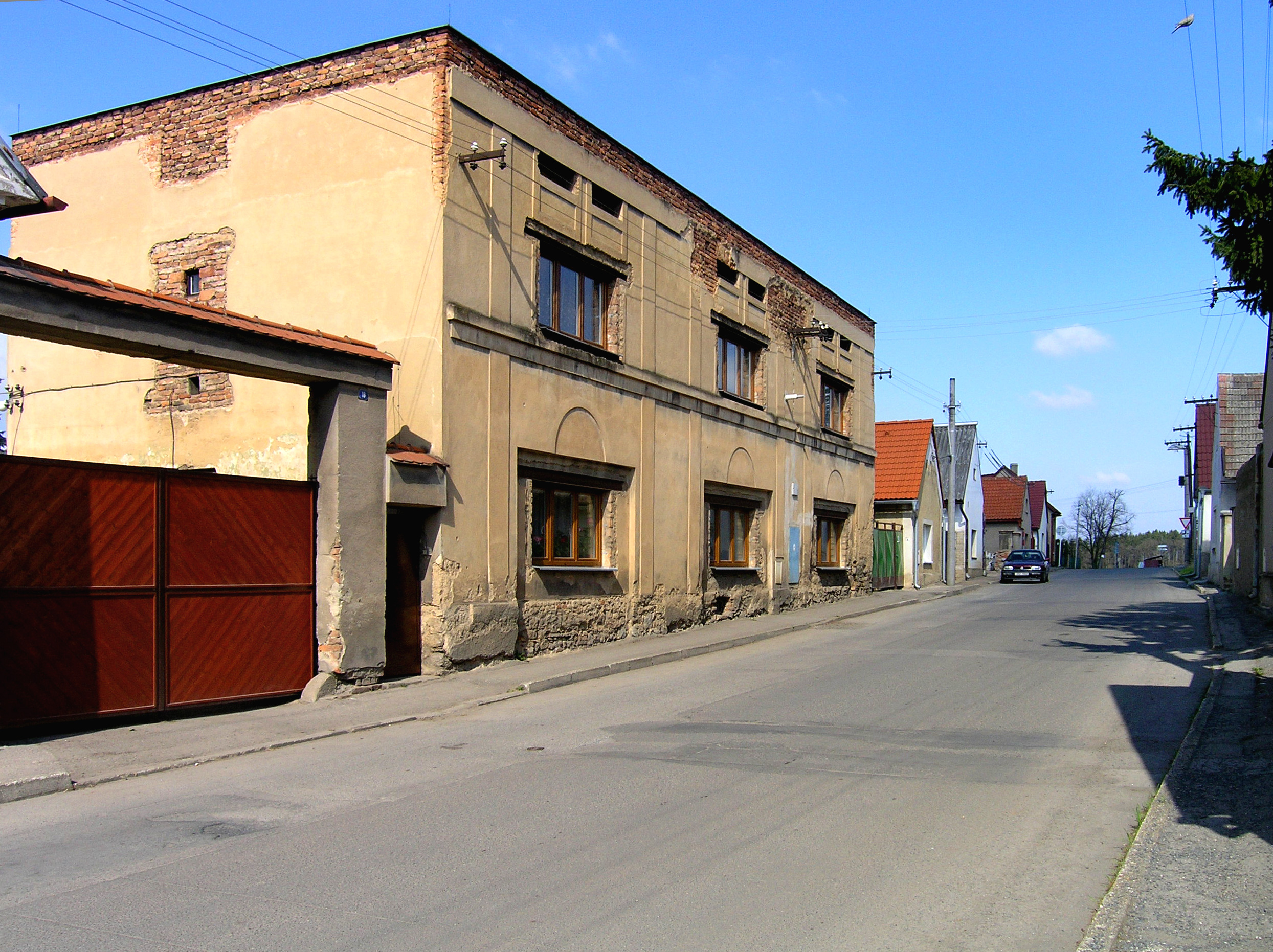
Hlavní silnice